# Bonner Institut für Migrationsforschung und Interkulturelles Lernen
Das Bonner Institut für Migrationsforschung und Interkulturelles Lernen (BIM) ist eine Forschungseinrichtung und zugleich gemeinnütziger Verein mit Sitz in Bonn. Es betreibt in der Bonner Innenstadt das Migrapolis – Haus der Vielfalt.

## Tätigkeitsprofil
Die Zielsetzung des BIM ist es, zur Erforschung von Geschichte, Ursachen und Auswirkungen von Migration beizutragen. Weitere Ziele der Arbeit des BIM liegen im Bereich der Förderung des interkulturellen Lernens und der interkulturellen Bildung. Finanziert werden die Projekte des BIM durch Spenden und Beiträge seiner Mitglieder.
Das BIM versteht sich als eine Forschungseinrichtung, die nicht nur Wissen generiert, sondern auch in der Praxis das interkulturelle Zusammenleben fördert. Der Verein erachtet die Verbesserung der Lebenssituation der in Deutschland lebenden Migranten als notwendig und möchte mit seiner Arbeit hierzu beitragen. Seine Forschung erscheint dem Verein deshalb notwendig, weil Zuwanderung zur gesellschaftlichen Realität gehöre und es einer Auseinandersetzung um die Lösung von Problemen in diesem Zusammenhang bedürfe. Es sollen durch eine enge Verzahnung von Wissenschaft und Praxis neue Perspektiven entwickelt werden.
Von interkulturellen Jugendprojekten über Publikationen im Free Pen Verlag bis hin zur alle zwei Jahre im Haus der Geschichte stattfindenden Bonner Buchmesse Migration engagiert sich das BIM auf mehreren Ebenen für ein verständnisvolles Miteinander in der Gesellschaft. Der frühere Vorsitzende des BIM, der Soziologe Hıdır Çelik, wurde 2016 für sein Engagement mit dem Bundesverdienstkreuz ausgezeichnet.

## Migrationsforschung
Das BIM erarbeitet wissenschaftliche Grundlagen und empirische Daten zur Versachlichung der Diskussion über Integrationsfragen in Nordrhein-Westfalen und ganz Deutschland und leistet mit seiner Forschung einen Erkenntnistransfer in Politik, Zivilgesellschaft und Medien.
Die Forschungsschwerpunkte des BIM gliedern sich in die Themenfelder:
- Forschungsbereich I: Religion, Interreligiosität und Migration
- Forschungsbereich II: Bildung, Erziehung und Migration
- Forschungsbereich III: Gesundheit und Migration
- Forschungsbereich IV: Transkulturelle Mobilität, Flucht- und Migrationsbewegungen
- Forschungsbereich V: Migrationsgeschichte
- Forschungsbereich VI: Projektorientierte Grundlagenforschung in den Bereichen Jugend, Frauen, ältere Migranten